# Топал Реджеп-паша
Топал Реджеп-паша (ум. 1632) — великий визирь Османской империи. Прозвище «Топал», что в переводе означает «хромой», получил из-за подагры.

## Биография
Топал-паша родился в Боснийском санджаке, хотя год рождения неизвестен. Получил образование в Эндеруне. В молодости служил в рядах бостанджи, а в 1625—1626 гг. был назначен сардаром — командующим полевой армией.
В 1621 году женился на дочери султана Ахмеда I Гевхерхан-султан.
8 февраля 1625 года Хафиз Ахмед-паша стал великим визирем и назначил Топала-пашу капудан-пашой. На Чёрном море в то время господствовали флотилии казаков, нападавших на османские владения. Новому главнокомандующему флотом предстояло бороться с казацкими набегами, и он успешно справился с задачей, одержав победу в морском сражении 6 августа 1625 года.
Одновременно он спровоцировал волнения Капыкулу в Стамбуле, воспользовавшись тем, что Гюрджю Хадым Мехмед-паша не оказал помощь армии во время осады Багдада. В августе 1626 года Мурад IV казнил 90-летнего Гюрджю Мехмеда Пашу и назначил Топала-пашу вторым визирем. Одновременно Марашлы Халиль-паша был назначен великим визирем и отправлен на усмирение мятежа Абаза Мехмеда-паши в Анатолии. Однако паша не справился с этой задачей и его преемником стал Гази Экрем Хюсрев-паша.
Новый великий визирь в 1629 году после подавления мятежа Абаза-паши отправился с армией в поход на Багдад, но не сумел захватить его и отступил в Диярбакыр. В 1631 году, по многочисленным жалобам, Хюсрев-паша был отправлен в отставку и на его место был назначен Хафиз Ахмед-паша, но это вызвало недовольство Топал-паши. Топал Реджеп-паша спровоцировал в феврале 1632 года восстание янычар и сипахов в Стамбуле и убили выданных им на расправу с согласия султану многих преданных Мураду людей, в том числе и великого визиря>.
Печать великого визиря перешла в руки Топала Реджепа-паши, который стал на государственные должности своих родственников и сторонников. В мае 1632 года султан Мурад IV вызвал его во дворец Топкапы и приказал его задушить на своих глазах. Труп великого визиря был вышвырнут за ворота дворца к мятежникам, которые ужаснулись от казни своего покровителя. Одни источники утверждают, что его тело было выброшено в море, другие — что оно захоронено на кладбище мечети в районе Доганджилар в Стамбуле

## Киновоплощения
В турецком телесериале «Великолепный век: Кёсем Султан» роль Топала Реджепа-паши исполнил известный актер Кайра Шеноджак.